# 그리스의 정치
그리스는 대통령제의 대의 민주주의 공화국으로 대통령이 국가 원수이며, 다당제를 채택하고 있다. 입법권은 행정부와 의회가 갖는다. 민주주의를 회복하기 전까지 정계는 자유주의 보수 성향의 신민주주의당(Νέα Δημοκρατία)과 범그리스 사회주의 운동(Πανελλήνιο Σοσιαλιστικό Κίνημα)이 장악하고 있었다. 사법부는 행정부와 입법부에 독립한다.
그리스를 "대통령제공화국"으로 규정한 1975년 그리스 헌법에 따르면, 광범위한 시민 자유를 보장하고, 국가 원수의 권한을 의회가 선출하는 대통령에 부여하였다. 그리스 정부 체제는 여러 서구 국가의 민주주의 체제와 비슷하며, 프랑스식과 독일식의 절충으로 설명하기도 한다. 정치에서 국무총리와 내각이 중심적인 역할을 맡으며, 대통령은 의례적인 직무와 더불어 약간의 행정 및 입법 기능을 가진다. 그리스의 선거 제도는 의무투표제이나 강제되지는 않는다.

## 행정부
그리스의 내각은 국무총리의 제청에 따라 대통령이 임명하는 각 행정 부서의 장관으로 구성된다.
그리스 공화국의 대통령은 의회에서 선출하며, 임기는 5년이며(2005년 3월 7일에 가장 최근 대선이 열렸다) 한 번 중임할 수 있다. 대통령 임기가 만료되면 의회는 새 대통령을 표결로 선출한다. 첫 번째와 두 번째 표결에서는 의석 중 ⅔의 표(200표) 이상을 얻어야 한다. 세 번째와 최종 표결에서는 3/5 (180표)의 표가 필요하다. 세 번째 표결에서 필요한 표를 얻지 못하면, 의회는 해산되고 30일내로 전직 대통령이 선거를 선언한다. 새 의회에서 대통령 선거는 재개되며 첫 표결에서는 3/5 득표, 두 번째 표결에서는 과반수(151표), 세 번째와 최종 표결에서는 다수표만 얻으면 된다. 이 제도는 대통령 후보를 놓고 주요 정당이 합의를 이룰 수 있도록 고안된 체제이다. 대통령은 선전 포고, 사면, 평화 협정과 동맹 및 국제 기구 참여 결정에 권한을 가지며, 이러한 행동, 합의, 조약을 비준받기 위해서는 정부의 요청에 따라 의회 다수표만 얻으면 된다. (가령 유럽 연합 가입에는 3/5의 표가 필요했다) 대통령은 몇가지 긴급 권한이 있는데, 해당 부서 장관의 승인이 있어야 한다. 1986년 헌법 개정으로 대통령의 정치적 권한에 제약을 두었다. 그리하여 대통령은 의회와 정부를 해산하거나 특정 헌법 조항을 중지시키거나 해당 내각내 장관이나 국무 총리의 승인 없이 계엄을 선포하거나 대국민 성명을 발표할 수 없다. 국민투표를 요구하기 위해서는 의회 승인이 필요하다.
총리는 인민이 선출하며, 보통 원내 여당 영수가 맡는다. 헌법에 따르면 총리는 정부의 통일성을 지키고, 정부 활동을 감독한다. 총리는 그리스 정치 체제상 가장 강력한 권한을 가진 사람이며, 대통령을 통하여 장관 임면을 제청할 수 있다.
그리스 의회 정치는 국무총리와 정권에 대하여 의회의 "확실한 신용"(dedilomeni) 원칙을 조건으로 삼는다. 즉 공화국 대통령은 총리를 통하여 의회 과반수(이를테면 151표)의 승인받은 사람을 임명해야 한다는 것이다. 현행 선거 제도하에서는 국무총리로 선출되는 사람은 의회 선거에서 다수표를 얻은 정당 지도자이다. 정권은 언제든지 "신임 투표"를 요청할 수 있으며, 반대로 여러 의회 의원들은 "불신임 투표"를 요구할 수 있다. 이런 일은 보통 드물며, 정당 차원 밖에서 표결에 맡기는 일이 별로 없기 때문에 보통 결과를 예상할 수 있다.

#### 그리스 행정부 부서
| - 해운·도서정책부 - 문화부 - 개발부 - 경제·재정부 - 경제·재정부 - 고용·사회보장부 - 환경·설계 및 건설부 - 외교부 - 마케도니아-트라키 담당부 | - 보건사회연대부 - 내무·공공행정·지방분권부 - 법무부 - 국방부 - 교육·종교부 - 지방 개발 및 식품부 - 관광부 - 교통통신부 - 국무부 |

## 입법
그리스의 입법부 선거는 18세 이상의 모든 시민의 보통 선거로 실시된다. 그리스 의회의 총 의석수는 300석으로, 임기는 4년이며 48개 복수의석 선거구와 8개 단일의석 선거구 및 전국 명부에서 비례대표제로 선출된다. 300석 가운데 288석은 선거구 투표로 정해지며, 투표자는 정당명부에서 자신이 원하는 후보자를 선택할 수 있다. 남은 12석은 정당명부식으로 각 정당이 얻은 비율에 따라 전국단위로 선출한다. 그리스는 복잡한 비례대표제 선거제도를 운용하고 있어 군소 정당의 원내 진출이 힘들며, 수위 정당이 과반수 밑으로 득표해도 의회 다수를 점할 수 있다. 현행 선거법에 따르면 원내에 진출하기 위해서는 전국단위 정당명부 선거에서 최소 3% 이상을 얻어야 한다.(소위 "3% 제한선") 지금의 선거법 체제에서는 최다 득표 정당이 전국 단위에서 41% 득표하면 원내 과반(의회 151석)을 얻기에 유리하다.

#### 의회 의석 비중
2015년 9월 그리스 총선거의 결과는 다음과 같다.
- 급진좌파연합 (145)
- 독립 그리스인 (10)
- 신민주주의당 (75)
- 황금새벽 (18)
- 범그리스 사회주의 운동 (17)
- 그리스 공산당 (15)
- 토 포타미 (11)
- 중도파 연합 (9)

## 사법
그리스에서 사법부는 민사 법원과 행정 법원으로 구분되어 있다. 민사 법원에서는 민사와 형사 소송을 담당하며, 행정 법원은 시민과 국가간의 분쟁 즉 행정 소송을 맡는다. 위험심판을 위한 최고특별법원과 더불어 행정기관령에 대한 위법심판을 위한 행정법원이 별도로 설치되어 있다. 각급 판사는 사법 위원회(Judicial Council)의 자문을 거쳐 대통령이 임명하며 형사처벌을 받지 않는 한 정년 65세까지 재직할 수 있으며 재판의 공정성을 보장하기 위하여 영리목적의 겸직은 금지하고 있다.

## 정치 사안

### 교육
그리스 헌법에 따르면 교육은 국가의 책무이다. 그리스인 대부분은 공립 초중등 학교에 다닌다. 사립 학교도 약간 있는데, 표준 교육 과정을 준수해야 하며, 교육부의 감독을 받는다. 그리스 교육부는 교사 및 교수 채용과 교과서 생산을 비롯한 모든 단계의 공교육 과정을 전반을 감독한다.
최근 그리스에서 교육과 관련한 쟁점은 사립 대학교의 공영화이다. 헌법에 따르면 국영 대학교만 인정하고 있다. 그러나 최근 여러 외국 사립 대학 분교가 그리스에 설립되어 학사 학위를 부여하고 있어, 역내 어디서나 외국 단체를 허용하는 유럽 연합의 법과 그리스 헌법이 모순을 빚고 있다. 게다가 해마다 수만명의 그리스 학생이 국영 대학 제도를 받아 들이지 않고, 더 좋은 교육 단체가 있는 외국으로 유학을 가는 "교육 이민자"가 되고 있다. 이 문제는 인적 자원과 더불어 자본의 부족이라는 점에서 그리스의 고질병인데, 이들 여러 학생들이 학업을 마치고 자신이 유학한 나라에서 일자리를 찾고 있기 때문이다. 2006년 그리스는 인구 1천 150만 가운데 해외에 유학한 학생이 60,000명으로 학생 유출이 세계에서 네 번째로 많았다. 1위인 중화인민공화국은 인구가 13억인데 유학생 수가 100,000명이다. 총 인구 대 유학생 수 비율은 그리스가 압도적으로, 백만 명당 5,250명꼴인데, 2위인 말레이시아는 백만 명당 1,780명이다.
신민주주의당은 고등 교육을 국가가 독접하여 이런 문제가 생겼다면서 헌법을 개정하여 비영리 단체로서 사립 대학을 그리스에서 허용하도록 주장하였다. 1990년대 말 당시 여당인 범그리스 사회주의 운동은 이에 반대하였고, 2001년 헌법 개정에 필요한 득표수의 지지를 얻지 못하였다. 그러나 범그리스 사회주의 운동은 태도를 바꾸어 헌법 조항에 지금은 비영리 사립 대학 설립을 인정하는데 지지하고 있다. 이러한 제안은 좌파 정당과 교수와 학생 등 교육계 일부에서 격렬한 반발을 샀다.
2006년 초 국무총리 코스타스 카라만리스는 헌법 개정 발의안을 발표하였다. 그의 주장에 따르면 이 개헌의 주요 사안 중 하나는 "국영이 아닌" 대학의 설립일 것이라고 하였다.

### 종교
그리스의 전통교회인 그리스 정교회는 성직자 사례비 지불 등의 국가의 보호를 받고 있으며, 그리스 헌법에서 정교회는 그리스의 "우세한" 종교로 나와 있다. 그리스 정교회는 자치적인 교회이나, 콘스탄티노폴리스 총대주교의 영적인 지도를 받고 있다. 그리스 시민의 98%가 명목상 정교회 신도이다. 신앙의 자유는 헌법에서 보장되어 있지만, "개종"은 공식적으로 불법이다. 최근 유럽 통계국의 "유로바로미터(Eurobarometer)" 설문조사에 따르면 2005년 그리스 시민의 81%가 "자신은 신을 믿는다"고 답하였으며, "영적인 존재나 생명력이 존재한다고 믿는다"는 답변은 16%이고, "신이나 영적인 존재, 생명력이 존재하지 않는다고 믿는다"는 답변은 3%에 불과하였다. 이 결과는 몰타와 키프로스에 이어 유럽 연합 국가 가운데 그리스가 매우 종교적인 나라임을 보여준다.
트라키 지역에 많은 무슬림 소수 집단은 1923년 로잔 조약 조항에 따라 법적 지위를 부여받았으며, 그리스에서 유일하게 공식적으로 종교 소수 집단으로 규정되어 있다. 키클라데스 제도 일부 지역에는 베네치아의 오랜 지배의 영향으로 작은 로마 가톨릭공동체가 잔존하고 있다. 최근 동유럽과 제3세계에서 이민자가 (대개 불법으로) 유입되고 있는데, 이들의 종교는 다양한 것으로 보인다.(로마 가톨릭, 무슬림, 힌두교 등)
2001년 헌법 개정 과정에서 완전한 정교 분리가 제안되기도 하였지만, 주요 정당인 신민주주의당과 범그리스 사회주의 운동은 국민 대다수와 성직자가 반대하는 이 논쟁을 건드리지 않기로 하였다. 가령 2000년 주민등록증에 종교 항목을 삭제하는 문제를 두고 시위가 많이 일어났다.

### 매체
국경없는 기자회의 비교 연구에 따르면, 그리스는 전 세계 언론 자유 순위에서 가장 높은 순위를 보였다.
그리스의 대중 매체는 매우 영향력 있는 기관이다. 여러 나라의 경우와 마찬가지로, 매체 대부분은 경제의 다른 부문에 상업적인 관심을 가진 기업가들이 소유하고 있다. 신문, 잡지, 라디오, TV 채널은 종종 정치적 영향력과 더불어 기업가의 상업적 목적에 이용된다는 비판을 받고 있다.
1994년 그리스 언론매체부에서는 매체 및 통신 문제를 해결하고자 하였다. 언론매체부의 감독을 받는 공영 기업인 ERT S.A.사는 세 국영 TV 채널과 다섯 라디오 채널을 운영하고 있다. 언론매체부 장관은 정부 최고대변인을 겸직한다.
언론 정보 사무총장은 半관영 아테네 뉴스 통신사(ANA) 계획을 준비한다. AP나 로이터와 더불어 이곳은 그리스 언론의 주요 정보 제공원이다. 언론정보부 장관은 발칸 지역에 배포할 半관영 마케도니아 뉴스 통신사(MPE) 계획도 내놓았다. 국제 뉴스에 대해서는 CNN가 그리스 시장에서 각별한 영향력을 가지고 있으며, 주요 TV 채널은 이곳을 정보 출처로 자주 이용한다. 국영과 민영 TV 방송국은 유럽방송연합(Eurovision)과 비즈뉴스(Visnews)도 주요 정보원으로 이용한다. 해외 특파원을 보유한 신문이나 방송국은 거의 없으며, 이들 소수의 특파원은 대단히 영향력이 크다.
1988년에 새로운 법으로 민영 라디오 방송국 설립에 대한 법적 계획이 생겼으며, 1989년 민영 TV 방송국에도 마찬가지 조치가 뒤따랐다. 이 법에 따르면 라디오와 텔레비전 감독은 국가 라디오 텔레비전 위원회에서 시행하도록 되어 있다. 그러나 사실 공식 인가는 수년 동안 늦추어졌다. 그 때문에 유로뉴스(Euronews) 등 유럽 위성 채널을 비롯한 민영 라디오 텔레비전 방송국이 크게 늘어났다. 2002년 3월 이전에 1,000개 이상의 라디오 방송국이 난립하였는데, 이때 정부가 TV 주파수를 재할당하고 1993년 인가된 매체법에 따라 방송 인가를 발행하자 그 수가 크게 줄었다.

### 병역
그리스는 징병제를 실시하여, 18세 이상의 모든 그리스 남성은 12개월간 군에 복무해야 한다. 이를 거부하면 벌금과 물리고 투옥되는데, 1994년부터 징병 기피자에 대한 마지막 영장이 발부되는 곳에서는 벌금이나 투옥이 부과되지 않는다. 세 아이가 있는 가족의 남성은 복무 기간이 9개월로 준다. 병역은 더 긴 공공 봉사로 대체할 수 있는데, 앰네스티 기준에 따르면 일반 복무 기간보다 두 배 이상 길면 징벌로 간주된다. 몇 년 전부터 그리스 군대를 半직업 군대로 전환하려는 제한적인 접근이 이루어져, 복무 기간이 18개월에서 12개월로 줄고, 군 지휘부 대부분에서 직업 장교의 수를 크게 늘렸다.

### 국방 비용
그리스는 GDP의 4.3%를 군사 비용으로 지출하여 유럽에서 두 번째로 비중이 높다. 2005년 그리스 국방 지출 금액은 세계 28위였다. 같은 기준에서 그리스는 지중해 지역 가운데 군사 지출이 6위(프랑스, 이탈리아, 터키, 이스라엘, 에스파냐 다음)이며, 인접 발칸 지역에서는 터키 다음으로 2위였다. 그리스의 무기 구매량은 세계에서 높은 수준이며, 2004년 세계 3위였다.
이러한 수치는 키프로스 분쟁과 에게해 영역의 영유권 다툼과 관련한 그리스와 터키의 군비 경쟁을 설명해준다. 역으로 그리스의 내정과 더불어 외교 관계는 자국의 무기 구매의 영향을 받고 있다. 對그리스 최대 무기 판매국인 미국은 그리스 정부의 국방 지출에 적극적으로 관여한다고 한다. 때때로 미국은 대규모 위기가 일어나지 않도록 개입하기도 한다.
군비 삭감은 그리스 정계에서 오랫동안 논쟁거리였다. 코스타스 카라만리스 총리는 유럽 안전보장 방위 정책을 언급하며 "유로존 방어"를 통하여 군비 삭감을 제안하였다. 범그리스 사회주의 운동의 정치인들은 보통 "평화의 배당금"(μέρισμα ειρήνης)으로서 국방 지출 삭감으로 아낀 돈을 가리켰지만, 이전 범그리스 사회주의 운동 행정부에서도 2004년 재집권에 실패하기 전에 군비 삭감을 계획하였다. 좌파 정당인 그리스 공산당, 시나스피스모스(Synaspismos)는 적극적으로 군비 지출을 비난하였다. 2005년 F-16기 30대와 레오파드 전차 333대 수입을 놓고 양당은 신민주주의당 정부 하층민에게는 아무런 구제도 하지 않으면서 무기만 산다며 비판하였으며, 높은 군비 지출은 "이 나라의 실제 필요한 정도가 아니며, 북대서양 조약기구의 계획에 따라 실행하는 것으로써 무기 제조업자와 이들 나라에게만 이득이 된다"고 주장하였다.